# Cuthberth von Canterbury
Cuthberth von Canterbury (auch Cuthbeorht, Cuthbert, † 26. Oktober 760) war von 740 bis zu seinem Tod Erzbischof von Canterbury.

## Leben
Cuthberth war der erste bekannte Abt von Lyminge, bevor er 736 als Bischof von Hereford und schließlich 740 als Erzbischof von Canterbury berufen wurde.
742 assistierte er Æthelbald, dem König von Mercia, bei der Leitung des ersten Konzils von Clovesho, auf dem viele Privilegien für Kirchen und Klöster bestätigt wurden. 747 berief Cuthbert auf Wunsch von Papst Zacharias ein zweites Konzil von Clovesho ein, das als eine der bedeutendsten Kirchensynoden der angelsächsischen Kirche gilt. Auf diesem Konzil wurden insgesamt 31 kanonische Vorschriften für das Klosterleben und die Pflichten von Priestern und Bischöfen geregelt. Besondere Beachtung wurde dem Katechismus für Gläubige in englischer Sprache geschenkt.
Cuthbert erhielt die Erlaubnis des Papstes, statt der Kirche St. Peter und Paul die Christuskirche von Canterbury als Begräbnisstätte für die Erzbischöfe zu nutzen. Daraufhin wurde am östlichen Ende der Kathedrale eine Kapelle errichtet, die Hl. Johannes dem Täufer geweiht war und fortan als Baptisterium und als Begräbnisstätte der Erzbischöfe diente. Er ist der erste Erzbischof, der dort beerdigt wurde.
Cuthbert verfasste einige Gedichte, von denen nur zwei erhalten geblieben sind. Ebenso erhalten blieb ein Brief von Cuthbert an Lullus, den ersten Erzbischof von Mainz. Dabei handelt es sich um einen Kondolenzbrief, in dem er erwähnte, dass Bonifatius als Schutzpatron der Angelsachsen übernommen werden sollte.
758 leitete er eine Synode, deren Ziele und Ergebnisse allerdings nicht bekannt sind.